# Ari'el Ze'evi
Ari'el „Arik“ Ze'evi (hebrejsky: אריאל „אריק” זאבי‎, * 16. ledna 1977, Bnej Brak, Izrael) je bývalý izraelský zápasník–judista, bronzový olympijský medailista z roku 2004.

## Biografie
Ze'evi se narodil a vyrostl v ortodoxním židovském městě Bnej Brak, které je součástí telavivské metropolitní oblasti Guš Dan. Zatímco vyrůstal, trénoval společně se svým bratrem Ronim v místním klubu juda (jeho bratr získal zlatou medaili na Izraelském mistrovství v judu). Ze'evi, který byl velmi ovlivněn svým bratrem a jeho úspěchem, začal intenzivně trénovat a ve čtrnácti letech vyhrál svou první národní soutěž v kategorii dospělých, čímž se stal nejmladším izraelským šampionem všech dob. Navzdory nedostatku moderního vybavení pokračoval v tréninku ve svém místním klubu a postupně se vypracoval na světovou úroveň a začal soutěžit i v zahraničí.
Ve svém soukromém životě Ze'evi vystudoval bakalářský obor práva na Interdisciplinárním centru v Hercliji.
Vystoupil rovněž ve sportovní televizní show Izraelské vysílací společnosti

## Sportovní kariéra
Judu se věnoval od svých 13 let pod vedením Avi Aškenaziho. V izraelské seniorské reprezentaci se objevil poprvé v roce 1995 jako mezinárodně úspěšný junior. V roce 2000 se kvalifikoval na olympijské hry v Sydney. V prvních kolech porazil dva olympijské vítěze v polotěžké váze Poláka Pawła Nastulu a Maďara Antala Kovácse, ale ve čtvrtfinále byl nad jeho síly tehdy neporazitelný Japonce Kósei Inoue. Přes opravy se probojoval do boje o třetí místo, ve kterém nestačil v boji na zemi na Francouze Stéphane Traineau a obsadil páté místo.
V roce 2004 startoval na olympijských hrách v Athénách jako trojnásobný mistr Evropy v polotěžké váze do 100 kg. Ve čtvrtfinále ještě minutu před koncem vedl na wazari nad Jihokorejcem Čang Song-hoem, ale následně se po hrubé chybě nechal zvedačkou sukui-nage hodit na ippon. Přes opravy se probojoval do boje o třetí místo proti Nizozemci Elco van der Geestovi. Minutu před koncem vedl náskokem koky a po chvíli využil Geestova zaváhání, podrazil ho technikou ko-uči-gari na ippon a získal bronzovou olympijskou medaili.
V roce 2005 musel vynechat start na mistrovství světa v Káhiře kvůli problémům s ramenem a v roce 2007 přišel o mistrovství světa v Riu kvůli problémům s loktem. Přes tyto problémy se dokázal v roce 2008 kvalifikovat na olympijské hry v Pekingu, kde však optimálně nevyladil formu a skončil ve druhém kole na lépe připraveném Nizozemci Henku Grolovi. V roce 2011 po nevýrazných výsledcích na mistrovství světa nahradil trenéra Aškenaziho trenérem Šani Herškem. Pod vedením Herška získal v roce 2012 svůj čtvrtý titul mistra Evropy v polotěžké váze a zároveň se ve 35 letech stal nejstarším držitelem titulu mistra Evropy ve váhových kategoriích mezi muži. Při své čtvrté účasti na olympijských hrách v Londýně však prožil zklamání, když v úvodním kole nestačil v boji na zemi na Němce Dmitrije Peterse. Vzápětí ukončil sportovní kariéru. Věnuje se trenérské práci.
Ariel Ze'evi byl pravoruký judista s osobní technikou seoi-nage a ko-uči-gari. Velmi pěkná byla zvláště v jeho podání kombinace těchto tvou technik, kdy zaútočil technikou seoi-nage a výpad dokončil technikou ko-uči-gari.

### Vítězství ve světovém poháru
- 2000 – 1× světový pohár (Minsk)
- 2001 – 2× světový pohár (Praha, Řím)
- 2003 – 1× světový pohár (Tbilisi)
- 2004 – 2× světový pohár (Paříž, Minsk)
- 2007 – 1× světový pohár (Hamburk)
- 2008 – 1× světový pohár (Praha)
- 2009 – 1× světový pohár (Varšava)
- 2011 – 1× světový pohár (Moskva)

## Výsledky

### Váhové kategorie
| Turnaj             | 1992 | 1993         | 1994         | 1995         | 1996         | 1997           | 1998           | 1999           | 2000           | 2001           | 2002           | 2003           | 2004           | 2005           | 2006           | 2007           | 2008           | 2009           | 2010           | 2011           | 2012           |
| Turnaj             | 15   | 16           | 17           | 18           | 19           | 20             | 21             | 22             | 23             | 24             | 25             | 26             | 27             | 28             | 29             | 30             | 31             | 32             | 33             | 34             | 35             |
| Turnaj             |      | střední váha | střední váha | střední váha | střední váha | polotěžká váha | polotěžká váha | polotěžká váha | polotěžká váha | polotěžká váha | polotěžká váha | polotěžká váha | polotěžká váha | polotěžká váha | polotěžká váha | polotěžká váha | polotěžká váha | polotěžká váha | polotěžká váha | polotěžká váha | polotěžká váha |
| ------------------ | ---- | ------------ | ------------ | ------------ | ------------ | -------------- | -------------- | -------------- | -------------- | -------------- | -------------- | -------------- | -------------- | -------------- | -------------- | -------------- | -------------- | -------------- | -------------- | -------------- | -------------- |
| Olympijské hry     | —    |              |              |              | —            |                |                |                | 5.             |                |                |                | 3.             |                |                |                | úč.            |                |                |                | úč.            |
| Mistrovství světa  |      | —            |              | úč.          |              | 7.             |                | 5.             |                | úč.            |                | úč.            |                | —              |                | —              |                | úč.            | úč.            | úč.            |                |
| Mistrovství Evropy | —    | —            | —            | —            | úč.          | —              | úč.            | 3.             | úč.            | 1.             | 5.             | 1.             | 1.             | 2.             | 5.             | 3.             | 3.             | 5.             | 3.             | 7.             | 1.             |
| MS juniorů         | —    |              | úč.          |              | úč.          |                |                |                |                |                |                |                |                |                |                |                |                |                |                |                |                |
| ME juniorů         | úč.  | 5.           | 3.           | 1.           | —            | 7.             |                |                |                |                |                |                |                |                |                |                |                |                |                |                |                |

### Bez rozdílu vah
| Turnaj             | 1992 | 1993 | 1994 | 1995 | 1996 | 1997 | 1998 | 1999 | 2000 | 2001 | 2002 | 2003 | 2004 | 2005 | 2006 | 2007 | 2008 | 2009 | 2010 | 2011 | 2012 |
| Turnaj             | 15   | 16   | 17   | 18   | 19   | 20   | 21   | 22   | 23   | 24   | 25   | 26   | 27   | 28   | 29   | 30   | 31   | 32   | 33   | 34   | 35   |
| ------------------ | ---- | ---- | ---- | ---- | ---- | ---- | ---- | ---- | ---- | ---- | ---- | ---- | ---- | ---- | ---- | ---- | ---- | ---- | ---- | ---- | ---- |
| Mistrovství světa  |      | —    |      | —    |      | —    |      | —    |      | 2.   |      | —    |      | —    |      | —    | —    |      | —    | —    |      |
| Mistrovství Evropy | —    | —    | —    | —    | —    | —    | —    | —    | —    | —    | —    | —    | —    | —    | —    | —    |      |      |      |      |      |